# Maison de Mansfeld
Les comtes de Mansfeld appartenaient à l'une des plus anciennes lignées nobles d'Allemagne. Leur seigneurie de Mansfeld, documentée depuis l'an 1050, s'étendait entre les contreforts orientaux du massif du Hartz et les bords de la Saale. Le comté de Mansfeld, un État du Saint-Empire, rejoint le Cercle de Haute-Saxe en 1512.

## Histoire
Le lieu de Mansfeld fut mentionné pour la première fois dans un acte de l'an 973. Les Mansfeld furent élevés à la dignité de comte (Graf) per le roi Henri IV au cours de la révolte du margrave Dedo II de la maison de Wettin en 1069. Leurs domaines dans la moitié septentrionale du Hassegau au sein du duché de Saxe (Ostphalie) comprenaient également la ville d'Eisleben. Ils recouvraient à peu près les limites de l'ancien arrondissements de Pays-de-Mansfeld et donc la plus grande partie de l'actuel arrondissement de Mansfeld-Harz-du-Sud en Saxe-Anhalt.
Au début du XIIe siècle, le comte Hoyer Ier de Mansfeld, qui est resté un partisan fidèle de la dynastie franconienne, se distingua comme un chef militaire à la tête des troupes impériales de Henri V contre les insurgents saxons. Il tomba sur le champ de bataille contre les forces du duc Lothaire de Supplinbourg, lors de la bataille de Welfesholz le 11 février 1115. Ses descendants ont reçu d'autres fiefs des mains de l'archevêque Wichmann de Magdebourg vers 1192.

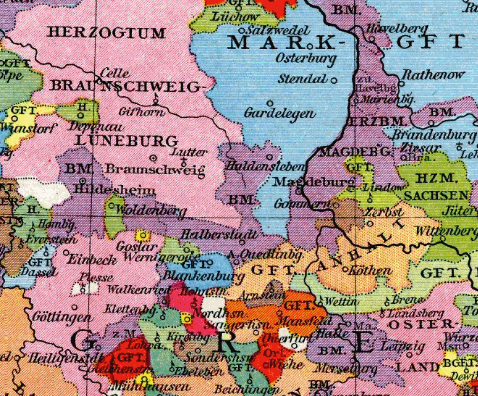
Le comté de Mansfeld (en orange) vers 1250.

Les Mansfeld établirent leur fortune sur les mines de cuivre de la région d'Eisleben, découvertes au début du XIIIe siècle, et dont les empereurs germaniques leur reconnurent l'exclusivité à deux reprises. Lorsque 
la lignée mâle s'éteint en 1229, les possessions passent par mariage aux seigneurs de Querfurt qui réussirent à se faire concéder le titre de comte. Différents membres de la famille furent archevêque de Magdebourg, évêque d'Halberstadt et abbesses de Quedlinbourg. Néanmoins, l'immédiateté impériale des comtes fait l'objet de controverse avec leurs puissants voisins : l'électorat de Saxe, l'archevêché de Magdebourg et l'évêché d’Halberstadt. Les Mansfeld se sont eux-mêmesse efforcés de conclure des unions conjugales avec d'autres dynasties telles que la maison d'Ascanie, les Stolberg, les Reuss, les Schwarzbourg et les Schönburg, ainsi qu'avec la maison de Brunswick (Welf), la maison d'Oldenbourg, la maison de Poméranie, la maison de Hesse et la maison de Nassau.
Les implications politiques de la Réforme protestante et de la Contre-Réforme apportent davantage de troubles. Plusieurs membres de la famille avaient des positions irréconciliables. À la mort du comte Ernest II de Mansfeld-Vorderort en 1531, ses 22 descendants, dont Pierre-Ernest Ier, le futur gouverneur des Pays-Bas espagnols, et Gérard, le futur archevêque de Cologne, se disputaient le patrimoine. En janvier 1546, Martin Luther s'est rendu à Eisleben, sa ville natale, pour apaiser le litige ; toutefois, il meurt le 18 février. Au plus fort de la guerre de Smalkalde, en 1547, l'empereur Charles Quint a infligé au comte Albert VII de Mansfeld la mise au ban. Dans leur ensemble, les comtes étaient lourdement endettés, ce qui entraîne l'administration judiciaire par l'électeur Auguste de Saxe, sur l'ordre de l'empereur Maximilien II de Habsbourg en 1566. Jusqu'en 1579, la majeure partie du comté était médiatisé en faveur de l'électorat de Saxe sous le règne des Wettin.
Les comtes cherchaient d'autres tâches : Pierre-Ernest Ier (1517-1604), gouverneur au service du roi d'Espagne, fut élevé au rang de prince du Saint-Empire par l'empereur Rodolphe II en 1594. Son fils Charles de Mansfeld (1543-1595) fut le général l'armée impériale dans la Longue Guerre contre les Ottomans. Au début de la guerre de Trente Ans, le fils illégitime de Pierre-Ernest, Ernst von Mansfeld (1580-1626), fut un des plus célèbres hommes de guerre protestants.
La lignée mâle s'éteint en 1780. Les possessions de Moyenne-Allemagne, déjà vassales de la Saxe depuis longtemps, furent partagées entre la Saxe électorale et le royaume de Prusse (comme successeur de l'archevêché de Magdebourg) ; quant aux alleux de Dobříš en Bohême, ils échurent aux princes de Colloredo (de) qui s'appelèrent désormais Colloredo-Mannsfeld.
La maison de Mansfeld compte plusieurs évêques (dont deux archevêques) et des chevaliers de la Toison d'or. Les branches cadettes se sont alliées aux comtes zu Stolberg, au ducs de Brunswick et de Wurtemberg, aux princes de la Maison d'Anhalt, aux margraves de Brandebourg et à la maison royale de Danemark.

## Représentants illustres
- Pierre-Ernest Ier de Mansfeld (1517-1604), gouverneur des Pays-Bas espagnols ;
- Gérard de Mansfeld-Vorderort (1524-1562), archevêque-électeur de Cologne ;
- Charles de Mansfeld (1543-1595), général des guerres austro-turques ;
- Agnès de Mansfeld-Eisleben (1551-1637), épouse de Gerhard Truchsess de Waldbourg, prince-électeur et archevêque de Cologne ;
- Ernst von Mansfeld (1580-1626), homme de guerre au début de la guerre de Trente Ans.

## Octrois
- Château de Mansfeld vers 1000 ;
- Octroi d'Eisleben, 1069
- Château de Seeburg, de 1287 à 1575 ;
- Bornstedt, de 1301 à 1780 ;
- Schraplau, de 1335 à 1683 ;
- Octroi d’Allstedt depuis 1575 ;
- Octroi d’Heldrungen de 1484 à 1569/1632 ;
- Biens sécularisés de Sittichenbach de 1540 à 1612 ;
- Dobříš, de 1630 à 1780 ;
- Palais Schwarzenberg à Vienne, construit dès 1697.

## Les blasons

Blason d'origine des Mansfeld
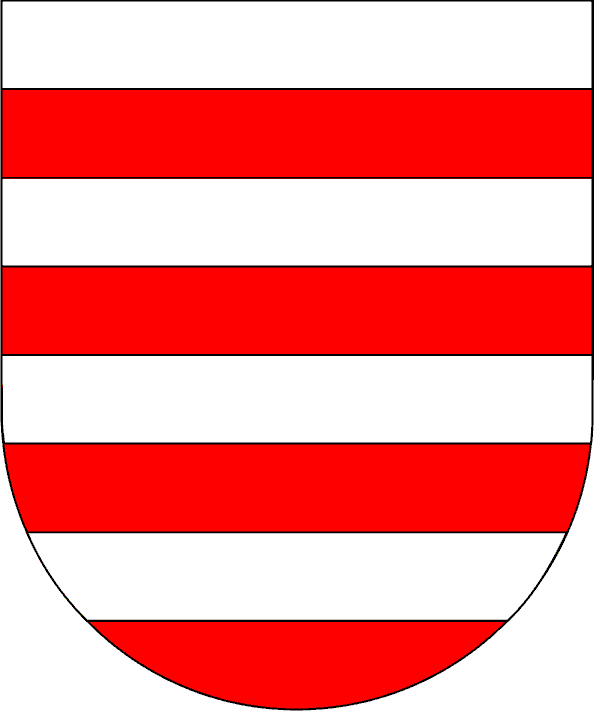
Armoiries de Querfurt
Blason des (Querfurt-)Mansfeld (= Mansfeld-Hinterort)
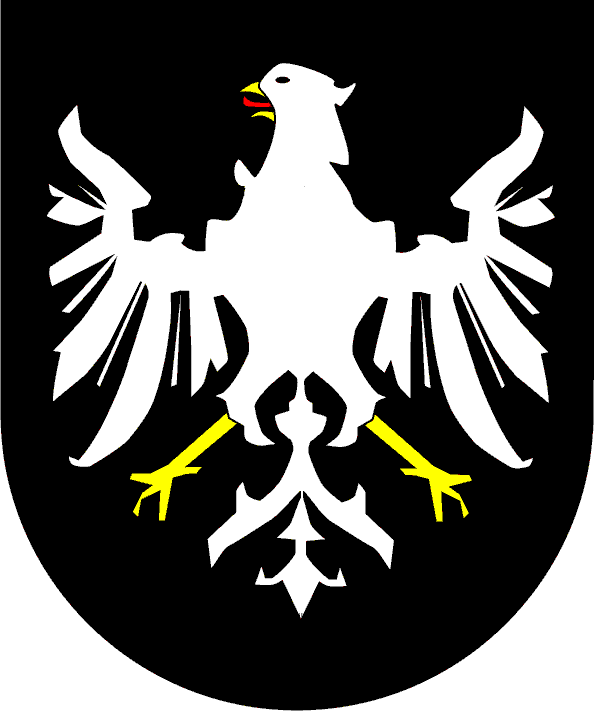
Blason des Arnstein
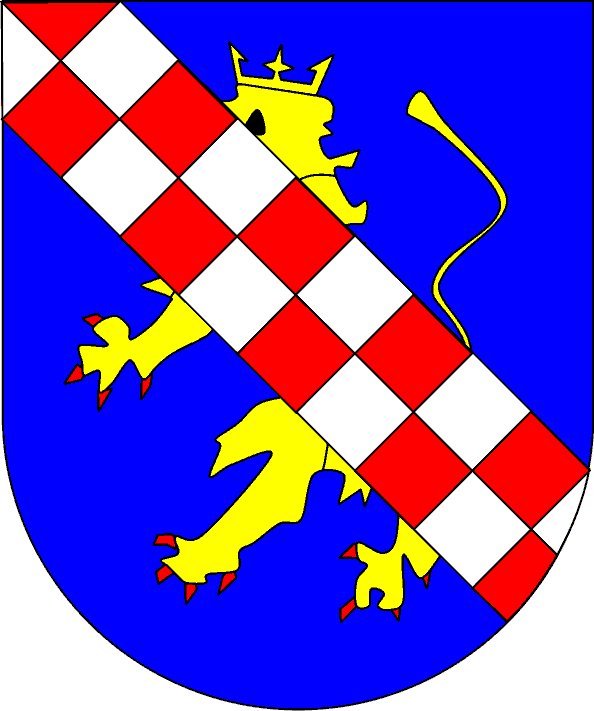
Blason des Heldrungen
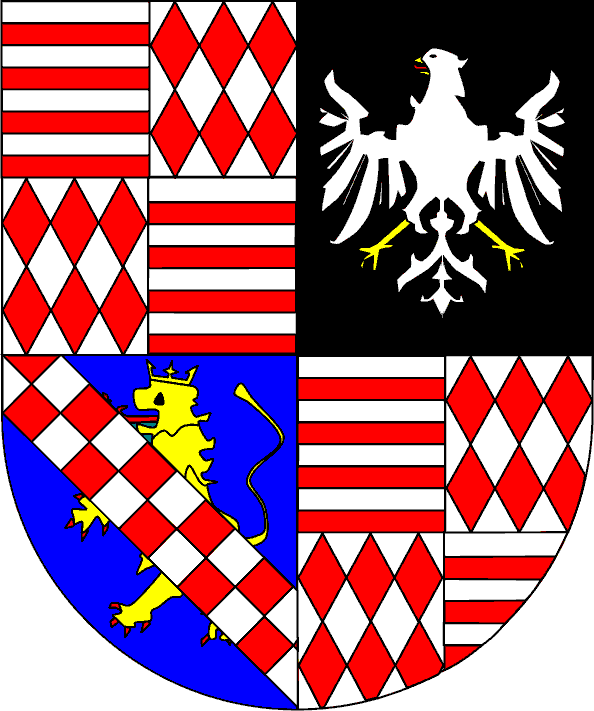
Blason des comtes de Mansfeld-Vorderort à partir de 1481
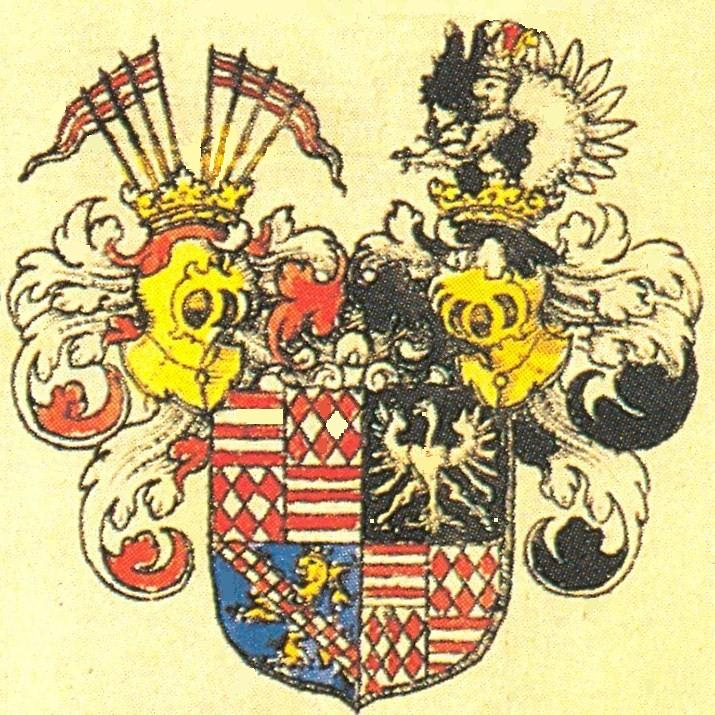
Blason de 1481 des comtes de Mansfeld d'après l'armorial de Siebmacher (1605)
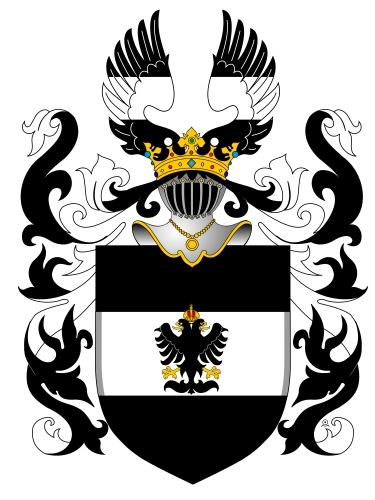
Blason des comtes Colloredo, héritiers des Mansfeld
Blason réunifié des Colloredo-Mansfeld depuis 1789

## Cartographie
- Peter Schenk le jeune: Accurate geographische Delineation der Graffschafft Mannsfelt sowohl chur sächsisch: als brandenb. Hoheit benebst denen Aemtern Sangerhausen, Querfurth, Sittichenbach, Allstædt und andern angrentzenden Gegenden, 1760